# Valeriano Lunense

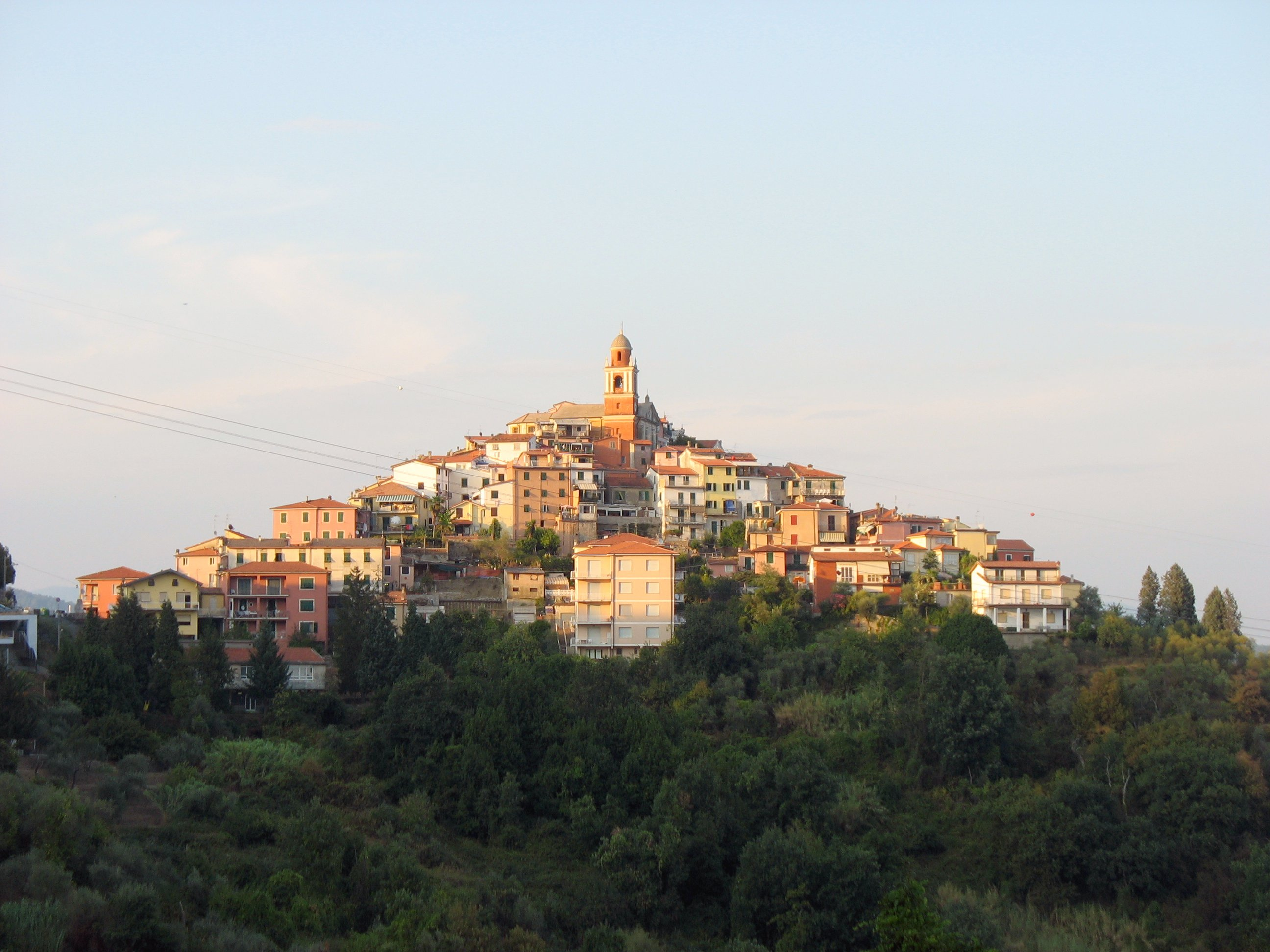
Valeriano Lunense

Valeriano Lunense (Valeriano) es un pueblo de alrededor de 500 habitantes en la comuna de Vezzano Ligure, en la provincia de La Spezia, Italia (Valeràn, en local idìima)
Valeriano es un pueblo medieval, con vistas al Golfo de los Poetas y la llanura de Río Magra, y es visible desde los castillos de la Lunigiana.

## Monumentos y lugares de interés
La planificación de la aldea, una vez más, al menos en los elementos más importantes, se refiere a los patrones que se encuentran en Trebiano y, especialmente, Castelnuovo Magra, que predominan en los conjuntos de casas y calles con una línea recta a lo largo de la cresta de las colinas, a partir de los que destacan el volumen de la iglesia y el campanario.
En la parte superior de la aldea se encuentran las ruinas de un antiguo castillo, cerca de lomas redondeadas, que recuerdan los castillos de los ligures, un pueblo de pastores y agricultores celosos de su independencia.
Las partes del castillo son mucho más antiguas que la época medieval. Según el historiador Tito Livio, 40.000 habitantes de la Apuanos de Liguria, y otras 7.000 personas en el Val di Magra y Vara, el Samnio, fueron víctimas de la primera deportación de la historia, por los cónsules Cornelio Cethegus y Mario Bebio.
Después de la deportación, de alta riqueza las familias en Roma, establecieron sus casas y propiedades a lo largo de la costa de Luni, en Cordonata Caprione, y en las colinas de Arcola Vezzano y Valeriano, tal como señala el Persio en su Sátira. 

El nombre del pueblo deriva de fondo de ojo Valerii Fundum o Fundum Valerianum, de una de estas familias que tenían la posesión de la colina de casi un millar de años.
No hay documentos con el fin de la fecha de la romanización de la valeriana. Sin embargo, el Tabula Alimentaria, como emperador Trajano de Velleia, que se encuentra hace dos siglos y se mantiene en el Museo Nacional Parma, entre muchos fondos Velleia para contribuir a la manutención de los niños pobres, teniendo a muchos el nombre de Valeriano y sus propietarios, tales como Publio Valerio Ligurino.
Un documento de la 10 de junio de 1033, el momento de la Conrad II el Sálica Emperador del Sacro Imperio Romano, afirma que la familia del marqués Adalberto Olbertenghi, carrera de Lombardo, hace donación al monasterio fundado en Castiglione una porción de sus activos y el "décimo" de su propiedad situado en el condado de Valeriano Luni.
Entonces Valeriano era un bastión de la Malaspina y los obispos de Luni como se refleja en la "decisión", asintió el 12 de mayo de 1202 entre el obispo de Luni Gualtiero Marchesi y William Malaspina de Obizzi y Corrado Malaspina el Major, el cual establecerá los términos de sus dominios, y el decreto de 31 de mayo publicado en 1202 1717 por los masones en la "Este Antigüedades" en Módena.
El 16 de febrero de 1224 Valeriano y Follo se hicieron "en comunión" de la República de Génova Los dos países tuvieron que ayudar y defender a los demás. 

En los próximos cien años, el país fue sometido durante un cierto tiempo para Podesta Carpena con Follo, Bastremoli y Tivegna, logrando preservar sus derechos y su territorio.
El 19 de abril de 1585 El Senado de la República de Génova a Valeriano reconoce el estatus de ciudad libre, con sus propios estatutos y reglas, que se mantuvo incluso bajo la dominación extranjera, tanto de Austria y Francia, hasta el siglo XIX que fue absorbido en el distrito administrativo de Vezzano Ligure.
En la noche del 26 de enero de 1945 el país y la tercera más grande partidista "Amelio" derramaron su llamada al final de una redada que comenzó el 20 con el objetivo principal de los partidarios y los paracaidistas norteamericanos Gordon Lett , contó con la 35 ° Brigada de Negro "Tullio Bertoni", el Monterosa divisiones e Italia, junto con las tropas germanas.

### Arquitectura religiosa
Dedicado a San Apolinar, la iglesia fue bendecida el 23 de julio de 1703 y tiene una pila bautismal de mármol blanco querubines, altares y columnas retorcidas de estuco en pórfido . Está enriquecido con un órgano del fabricante Serassi, montada in loco en 1876 por los Reyes Católicos (1858-1894), el último fabricante de la familia, y se coloca en el coro sobre la puerta principal de la iglesia.
La iglesia está en la lista entre las capillas que dependen de la Iglesia de San Prospero (Vezzano Ligure), en el trienio décimo decretada por Papa Bonifacio VIII para el 1295 - 98, 1298 - 1301 y 1301 - 1304 señal de que la iglesia ya gozaba de cierta autonomía, actuando como un parroquia para el pueblo.
El edificio no se encuentra en Estimi la edad medieval de diócesis de Luni de 1470 - 1471, ni ha sobrevivido a las actas de la visita pastoral realizada por los delegados de la Lomellini Cardenal Benedicto XVI en 1568.
Con el tiempo, fue ampliado y embellecido varias veces, y por la cofradía local del Rosario y de las SS. Sacramento dos altares laterales fueron construidos.

#### El órgano
El órgano cuenta con 21 tubos, de 61 teclas de teclado de pedales atril 18. Requiere restauración, y es de tamaño comparable a las de los órganos de iglesias mucho más importantes.
La compañía se dio cuenta en la provincia de La Spezia Serassi órganos siguen funcionando a: Iglesia de Santo Stefano (Marinasco) (1822), SS. Juan y Agustín (SP, 1823), la Iglesia de San Martino (Bastremoli, 1832), Vezzano Alto (1832), Santuario de Nuestra Señora de Mirteto (Ortonovo, 1834 ) y de la Iglesia de San Lorenzo (1884), la Iglesia de Santa María de la Asunción (Bolaño (1820), Catedral de Santa María de la Asunción (Sarzana, 1842) y la Iglesia de Nuestra Señora del Monte Carmelo.
El órgano tiene un cuadro de prospecto de un solo tramo de madera y de estilo compuesto, pintada en oro. Los tubos delanteros están dispuestas en una pirámide en consonancia con la boca y los labios más mitra. 

La planta de la caña es el registro principal de C1 8 ° hacia abajo, teclado de 61 teclas con un intervalo de C1-DO6 y cromática octavas, 16 notas atril pedalera C1-D # 2, tarjeta de sonido del viento principal. 

El órgano cuenta con dos fuelles colocados en el interior del recinto, una linterna de 125x225 cm, y un compensador de 80x210cm cuña. 

Accesorios sobre el segundo pie (por encima de la principal): expresión, trémolo , bajo el fagot, clarinete, trompeta, banda, de tercera mano, el pedal de tremolo preparabile combinación, tirapieno. 

Registra n.32, dispuestos en dos filas de 16 en el siguiente orden: campanas del teclado, el principal 16 aviones no tripulados de baja, los principales 16 sopranos, Inglés cuerno, director de 8 Bassi, fagot bajo, Top 8 sopranos, trompeta 16 sopranos, bajo octava, clarinete bajo, octavo, sopranos, soprano, trompeta, clarinete, decimaquinta decimanona, violonchelo, contrabajo, el día decimoquinto, oboe, decimoquinto día, Flautino sopranos, cuatro rellenos, bajo morado, dos de llenado Flautino baja, dos de relleno armónico de las piernas moradas de baja, s de octava, bombardas, la voz humana, los trombones.

### Arquitectura Militar
Alrededor de 2 km de distancia de la fortaleza de Monte Albano, construido en 1887 como una defensa contra la parte delantera de la tierra, y luego se usa en Primera y Segunda Guerra Mundial, con un presupuesto de hasta a 38 armas de fuego, 120 mm, como parte de la red de estaciones en la defensa del Golfo de los Poetas.

## Infraestructuras y transportes
El pueblo se llega por dos caminos:
- La carretera nacional 330 de Buonviaggio, una aldea situada a medio camino entre La Spezia y Sarzana, que, procedente de la estación de La Spezia Migliarina, se encuentra a 2 km después del hospital Felettino;

- Una ruta panorámica a la parte más cercana de la parte inferior al de La Spezia, poco después de la La Spezia Centrale la estación de tren, y por los pueblos de Sarbia, Isola, Felettino, Albano Monte y su fuerte, para ir hacia abajo y terminan en Lunense Valeriano.

Saliendo de la carretera a La Spezia, en la desembocadura de un cruce que sube hasta encontrarse con la carretera antes mencionada hasta el Monte Albano, en las colinas cerca de la ubicación de la sede del Centro Universitario. Por un lado, siguen Sarbia y Albano Monte, mientras que en la dirección opuesta hacia abajo hacia el centro de La Spezia.
El pueblo también es accesible desde Follo, a través de una ruta escénica, en algunas partes sin pavimentar, que atraviesa las colinas y los campos, y se utiliza principalmente para la marcha y actividades deportivas.